# チナル・ルスタモワ
チナル・タジエヴナ・ルスタモワ（トルクメン語: Çynar Täjiýewna Rustemowa、ロシア語: Чинар Таджиевна Рустамова、英語: Chinar Tajievna Rustamova、簡体字中国語: 齐娜尔・鲁斯捷莫娃）は、トルクメニスタンの外交官、大使。2013年から2018年にかけて在中華人民共和国大使、2016年より在ベトナム大使（非常駐）、2017年より在モンゴル国大使（非常駐）、2018年より在朝鮮民主主義共和国大使（非常駐）を務めている。
2013年10月11日、北京市の人民大会堂で習近平国家主席に信任状を捧呈した。
2016年10月8日、在ベトナム大使として訪問したハノイで、チャン・ダイ・クアン国家主席に信任状を捧呈した。
2017年8月15日、在モンゴル国大使として訪問したウランバートルで、ハルトマーギーン・バトトルガ大統領に信任状を捧呈した。
2018年7月26日、在朝鮮民主主義共和国大使として平壌を訪問し、万寿台議事堂で最高人民会議常任委員会の金永南委員長に信任状を捧呈した。